# Cheng Yi (philosophe)
Cheng Yi (chinois simplifié : 程颐 ; chinois traditionnel : 程頤 ; pinyin : Chéng Yí ; Wade : Ch'eng I, 1033–1107), de son prénom social Zhengshu (正叔), également connu sous le nom de Mr. Yinchuan (伊川先生), était un philosophe chinois né à Luoyang sous la dynastie Song. Il a travaillé avec son frère aîné Cheng Hao (程灏). Comme son frère, il fut étudiant de Zhou Dunyi, ami de Shao Yong et neveu de Zhang Zai. Ces cinq personnes associées avec Sima Guang étaient appelés les Six Grands Maîtres du XIe siècle par Zhu Xi.